# Cumiana
Cumiana – miejscowość i gmina we Włoszech, w regionie Piemont, w prowincji Turyn.
Według danych na rok 2004 gminę zamieszkiwały 6724 osoby, 112,1 os./km².